# Huperzia lucidula
Huperzia lucidula là một loài thực vật có mạch trong Họ Thạch tùng. Loài này được (Michx.) Trevis. mô tả khoa học đầu tiên năm 1875.

## Hình ảnh

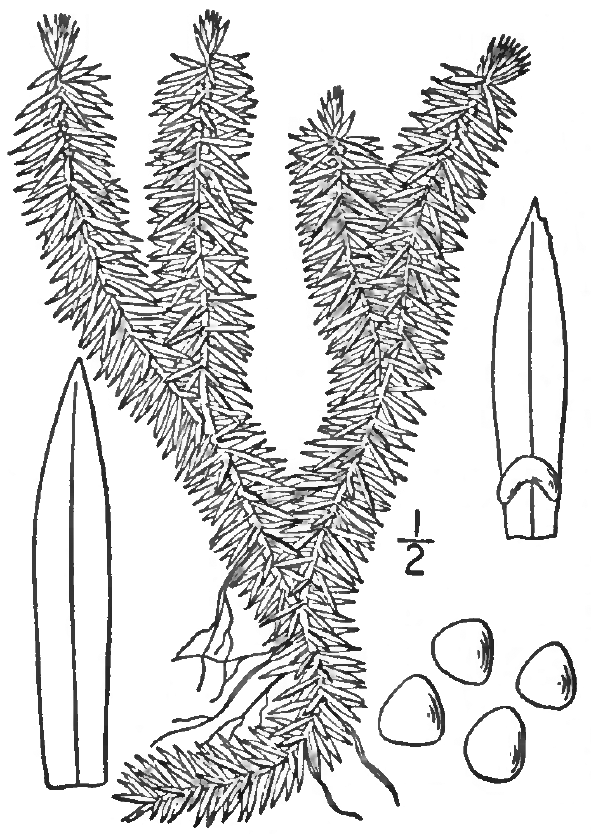
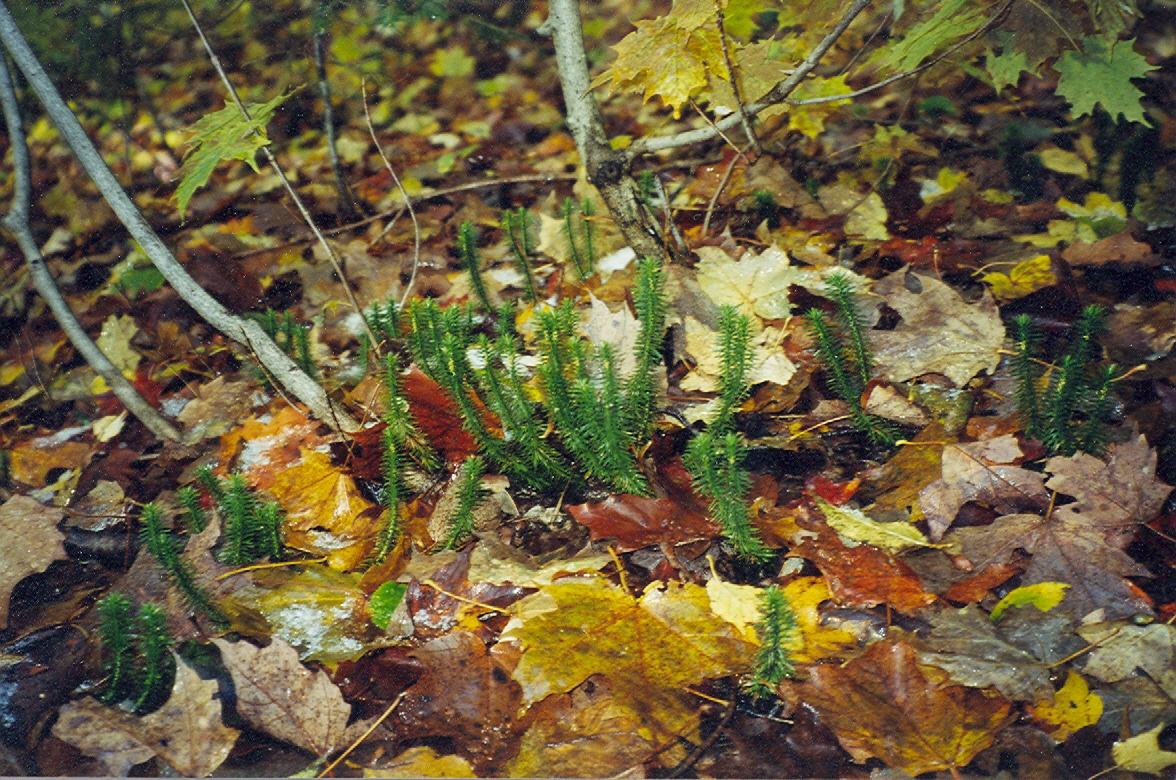
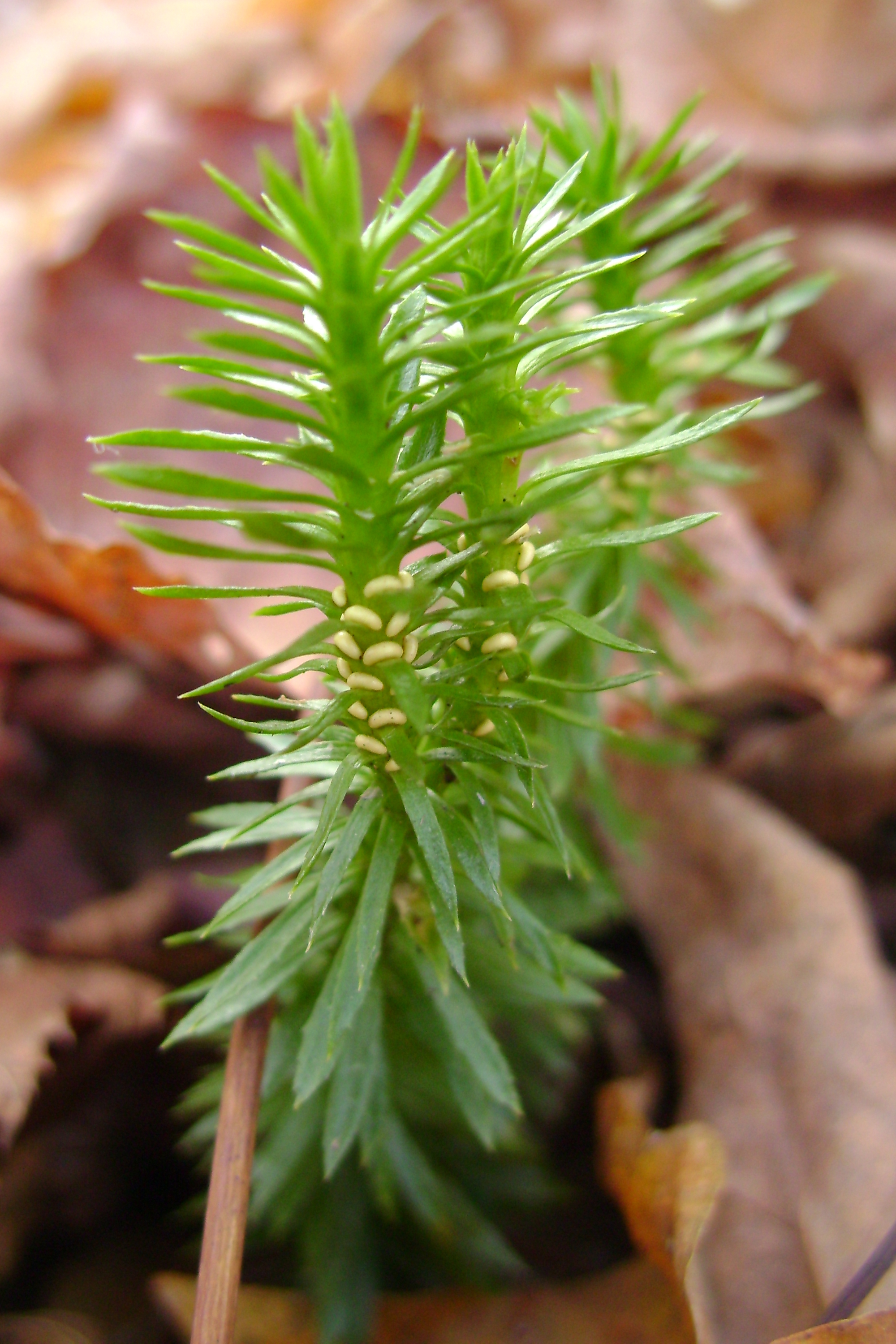
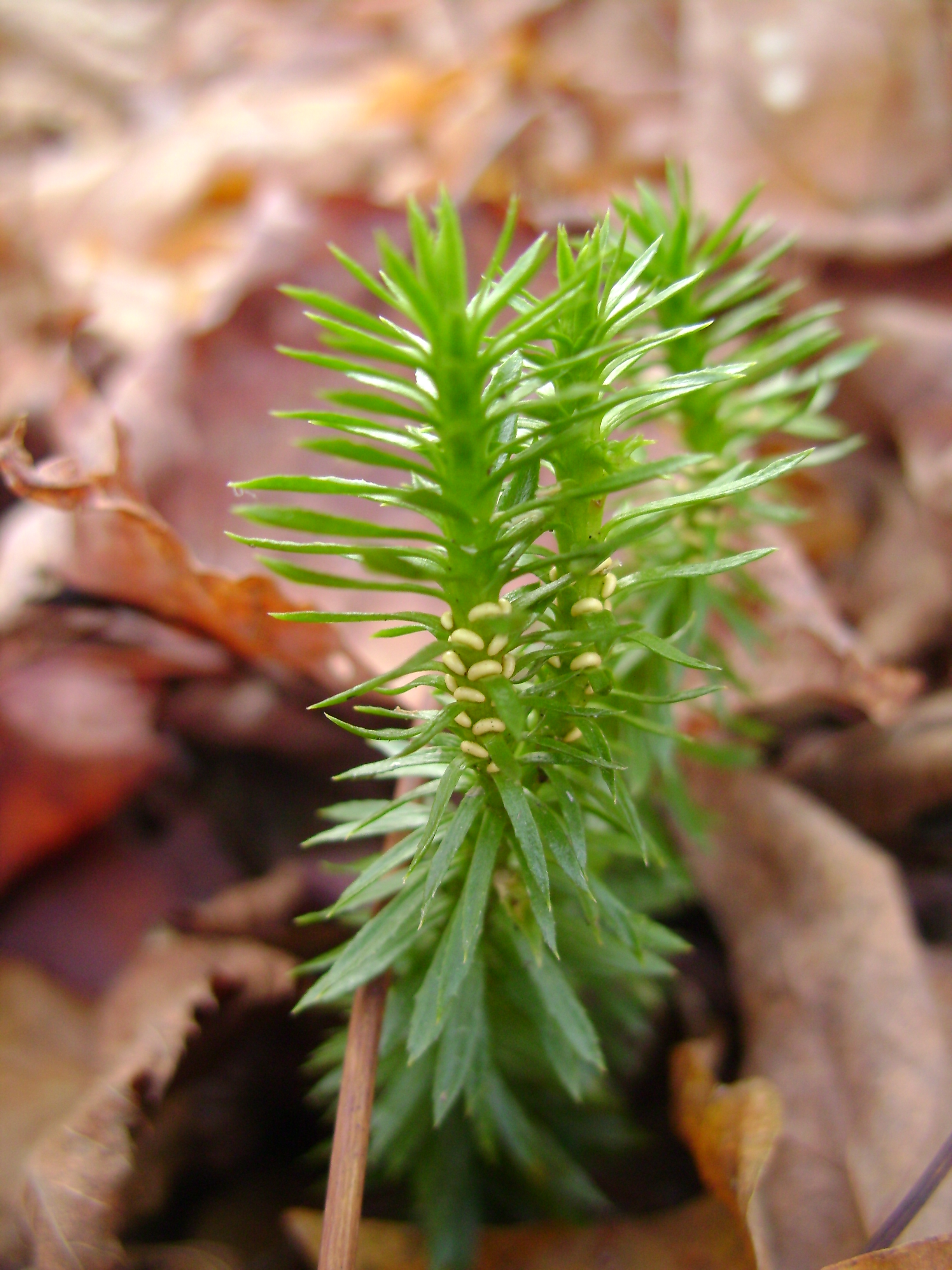